# Балковский сельский совет (Токмакский район)
Балковский сельский совет (укр. Балківська сільська рада) — входит в состав
Токмакского района
Запорожской области
Украины.
Административный центр сельского совета находится в 
с. Балково.

## История
- 1968 — дата образования.

## Населённые пункты совета
- с. Балково
- с. Гришино
- с. Козолуговка
- с. Светлое